# マイナス金利
マイナス金利（マイナスきんり、英: negative interest rate）とは、経済学用語の一つであり、金利が0%未満のマイナスであるということ。

## 概要
超低金利下や金融危機時などに、銀行預金よりも更に信用力のある通貨・債券・金融商品などの取引で人気が高いことで価格上昇と金利低下が進み、「質への逃避(フライ・トゥ・クオリティ)」からマイナス金利が発生することがある。他にも大量の現金保有は保管・輸送コスト・安全面に問題があるため、利子を払ってでも、すぐに換金できる安全資産(現金など)であるほうが得だと判断する場合にもマイナス金利が発生することがある。
2003年6月25日、日本で金融機関同士が短期資金の貸し借りを行っている無担保コール市場で、史上初めてマイナス金利が発生し、その後も頻発した。
欧州ではマイナス金利が定着しつつあり、ドイツ、オランダ、スイス、フランス、オーストリア、フィンランド、デンマークの短期国債で見られる。最初に国際入札でマイナス金利となったのはドイツであり、購入希望が殺到し、2012年1月初めに行った6カ月物のドイツ国債入札結果が-0.0122%であった。

自国内への投資や国内消費の活発化のため、中央銀行に民間銀行が余剰資金を預けた際に、民間銀行に手数料の支払いを求める政策がマイナス金利政策である。
中央銀行がマイナス金利政策を実施すると、民間銀行など金融機関目線では、中央銀行の当座預金に資金を置いておくと金利を支払う必要が生じる。それを回避するため、金融機関は貯金から国債などへの投資行為が促進されるため、金利を低くさせる効果がある。
2012年10月時点の日本経済の問題として、巨額の現金が民間銀行や中央銀行の預金、国債などに滞留しており、株式などの投資・事業への融資には回されにくい状況である。そのため、2016年1月29日に日本銀行(日本の中央銀行)がマイナス金利政策の導入を決定を受け、長期金利の利回りが低下すると民間銀行など金融機関は軒並み、借金主が支払う住宅ローンの金利を引き下げた。

## 政策金利でのマイナス金利政策
マイナス金利政策とは国内投資・国内消費を活発化させるため、中央銀行が民間銀行による余剰資金の預金行為に手数料の支払いを求める政策である。
1970年代のスイスの中央銀行で金利政策金利として、初導入された。
2009年のスウェーデンの中央銀行で導入した。
2012年7月、デンマーク国立銀行がマイナス金利を導入した。
2014年6月5日、欧州中央銀行（ECB）は主要国・地域の中央銀行として、初めてマイナス金利政策を導入した。中銀預金金利を-0.1%とした。
2014年10月23日、日本の財務省が実施した償還期間3カ月の国庫短期証券（短期国債）の入札は、平均落札利回りが-0.0037%となり、初めて日本国債入札でマイナス金利が付いた。
2014年11月28日、債券市場で日本の新発2年物国債の利回りが低下し、-0.005%と利付国債としては初めてのマイナス利回りとなった。
2014年12月18日、スイス国立銀行はマイナス金利を導入すると発表した。
2016年2月16日、日本銀行は日銀当座預金の一部にマイナス金利を導入した。同日の当座預金残高は253兆4290億円。そのうち、8.9%にあたる23兆1940億円がマイナス金利適用となった。その結果、日本では国債利回りが急低下した。
2016年3月23日、ハンガリー国立銀行は、主要政策金利を1.35%から1.20%へ引き下げた事から、翌日物預入金利を0.1%から-0.05%に引き下げた。翌日物預入金利は主要政策金利より1.25%低く設定すると定められている。
2016年5月現在ではEU、スイス、デンマーク、スウェーデン、日本、ハンガリーが政策金利でマイナス金利政策を導入している。その後マイナス金利をしているのは日本だけとなった。(2022年11月現在)
。
2019年8月、デンマークでは、ユスケ銀行が手数料前金利が-0.5％の住宅ローンを発表。
スイス金融大手UBSは、スイス国立銀行のマイナス金利政策の負担を個人顧客にも転換すべく、2019年11月1日より残高が200万スイスフラン（約2億2000万円）を超す大口個人預金口座を対象に、年0.75%の口座維持手数料を徴収する方針を固めた。